# チャイブリー郡
座標: 北緯8度27分46秒 東経99度4分36秒 / 北緯8.46278度 東経99.07667度
チャイブリー郡（チャイブリーぐん）はタイ南部・スラートターニー県の郡（アムプー）。

## 名称
チャイブリーとは、「勝利の街」を意味する。これはタムボン・チャイブリーに由来する名前である。タムボン・チャイブリーの名前はプラセーン郡から分離する前に、プラセーン郡の最初の郡長であるクン・チャイブリーを記念してつけられた。

## 歴史
1981年6月5日、チャイブリー分郡はプラセーン郡からタムボン・ソーンプレーク、タムボン・チャイブリーが分離してできた。
1981年9月10日、タムボン・ソーンプレークにあるワット・サマイスワン (วัดสมัยสุวรรณ) の敷地を借りて分郡庁が業務を開始した。最初の分郡長はウィスート・タンスッティワニットであった。1983年、内務省は分郡庁舎を建てるための場所を、タムボン・ソーンプレークに一つ。タムボン・チャイブリーに一つ提供した。時の分郡長、ナパー・カーンチャナキーラナーはタムボン・チャイブリーの場所が郡の中心にあり、水害も少ないことから、タムボン・チャイブリーを分郡庁に選んだ。こうして1984年6月、分郡庁での業務が開始された。
1994年6月4日、分郡から郡へ昇格した。

## 地理
郡はターピー川の支流である、トーロム川の形成した平地にあり、東西に山岳地帯が広がる。郡の主な水源は同トーロム川である。この川は郡の南部から北部に向けて通っている。西の山岳地帯、プラーイプラヤー郡との合流地点にはクローン・プラヤー野生生物保護区がある。
交通は4037号線が南北に通っており、南にヌアクローン方面、北にプラセーン方面とつながっている。

## 経済
郡の主要な産業は農業であり、パラゴムノキ、アブラヤシなどが生産されている。

## 行政区分
郡は4のタムボンに分かれ、さらにその下位に37の村（ムーバーン）がある。自治体（テーサバーン）は設置されていない。
郡内には4のタムボン行政体（オンカーンボーリハーンスワンタムボン）がある。
| 1. タムボン・ソーンプレーク・・・ตำบลสองแพรก 2. タムボン・チャイブリー・・・ตำบลชัยบุรี 3. タムボン・クローンノーイ・・・ตำบลคลองน้อย 4. タムボン・サイトーン・・・ตำบลไทรทอง | 郡内のタムボン |